# Пропойський замок
Пропойський замок — колишнє оборонне укріплення в Пропойську (з 1945 р. Славгород). Замок існував у 13-18 ст. як центр оборони середньовічного Пропойська.

## Опис
Займав подовжене з півночі на південь городище (95 х 40 м) стародавнього Прупоя або Пропошеска, який був розташований на крутому березі Сожу, недалеко від впадіння у неї річки Проня.
За історичними джерелами за 1564 рік, Пропойський замок мав дерев'яні вежі та стіни, надбрамну вежу та підйомні мости-«взводи». Інформації про кількість веж у замку немає. На гребені вала, що йшов у південному напрямку, над оборонним ровом були замкові городні. З півдня та сходу замок був прикритий крутою 20-метровою скелею у напрямку до Сожу. Під час війни в замку був невеликий постійний гарнізон із 10-20 козаків на чолі з ротмістром.
Після руйнувань під час війни між Росією та Річчю Посполитою в 1654-67 роках замок був відбудований і не втратив свого військового значення. Інвентар за 1681 рік зафіксував замок як невелике укріплення, оточене «палями». Згадані «ворота, покриті черепицею», «форт в палісаді до води», житлові та господарські споруди (білі будинки, льох, 2 комори, сироварня, пекарня, конюшня, лазня, магазин).
Наприкінці 17 — на початку 18 ст. Пропойськ втратив своє стратегічне значення, але в 1780 р. згадується «замок, оточений полісадом». Наприкінці 18 ст. в результаті утримання князя О. М. Голіциним оборонні вали та залишки стародавнього замку зникли на місці замчища.